# Rosales (Messico)
Rosales è un comune del Messico, situato nello stato di Chihuahua.